# Boyfriend (AYUSE KOZUEの曲)
「boyfriend」（ボーイフレンド）はAYUSE KOZUEの1枚目のシングルである。2006年4月19日発売。発売元はTOY'S FACTORY。

## 解説
テイ・トウワプロデュースによるデビューシングル。
2006年2月25日にATFCおよびラスマス・フェイバーによるリミックスをアナログ盤で先行リリースし、CISCOのHOUSEチャートで3週連続1位を記録。4月には、iTunes Storeにて "今週のシングル"（無料ダウンロード）として「boyfriend」を先行配信し、フリーダウンロードとしては、過去最高のダウンロード数を記録した。スペースシャワーTV「POWER PUSH!」（2006年4月度）/ M-ON!「RECOMMEND」（2006年4月度）。
4月19日にリリースしたCDシングルのC/Wの「C.M.M.」はStudio Apartmentプロデュース。前述のラスマス・フェイバーによるリミックスも収録されている。

## 収録曲
作詞・作曲 ・編曲はAYUSE KOZUEによる。
1. boyfriend ：1stアルバム『A♥K』に収録
2. C.M.M
3. boyfriend [RASMUS FABER REMIX vocal edit]
4. boyfriend [Original Ver. Instrumental]

## 関連する楽曲
- boyfriend [ATFC REMIX]
- boyfriend (K.Z.E's Master Remix)
- boyfriend (DJ TARO "hbs" Remix)
- C.M.M. (DUMMEEZ rmx)